# L'Obs
L'Obs (pronunciat: [ɔps]), anteriorment conegut com a Le Nouvel Observateur (1964–2014), és un setmanari d'actualitat francès en llengua francesa, pertanyent al grup Perdriel. El seu primer número es va publicar el 1964, i actualment és la revista d'informació general amb seu a París amb major tiratge (entorn de 540.000 exemplars). Cobreix l'actualitat política, econòmica i literària, i presenta una àmplia cobertura de temes polítics, comercials i culturals d'Europa, Àfrica i l'Orient Mitjà. És considerat d'ideologia socialdemòcrata.

## Història
Té el seu origen al setmanari de 24 pàgines L'Observateur politique, économique et littéraire, publicat des del 13 d'abril de 1950 amb un tiratge de 20.000 exemplars. Va ser fundat per antics resistents, Gilles Martinet de l'AFP, Roger Stéphane, Claude Bourdet i Hector de Galard de Combat i la col·laboració de Jean-Paul Sartre. Va passar a dir-se l'Observateur aujourd'hui en 1953, i després France Observateur en 1954. En la França de la postguerra, impregnada de l'esperit de la resistència d'esquerra, France Observateur es va afirmar com un periòdic controvertit en exposar la necessitat d'atorgar la independència a les colònies i denunciar els escàndols. El mitjà aconsegueix els 100.000 exemplars.
A principis de 1964, France Observateur agonitzava a causa de dificultats financeres. L'industrial Claude Perdriel i el periodista i escriptor Jean Daniel van decidir rellançar el setmanari, que va canviar el seu nom per Le Nouvel Observateur el 19 de novembre de 1964.
El nou estatut de la revista, adoptat al juny de 2004, en el quarantè aniversari de la seva fundació, descriu així els seus principis:
(...) Le Nouvel Observateur és un setmanari cultural i polític l'orientació del qual s'inscriu en el moviment socialdemòcrata. Una tradició constantment preocupada per compaginar el respecte de les llibertats amb la cerca de la justícia social.
La seva línia editorial actual està presidida per dues dels seus cofundadors, Jean Daniel i Claude Perdriel. També compta amb dos redactors caps, Laurent Joffrin i Serge Lafaurie, així com una directora general, Jacqueline Galvez. André Gorz i altres periodistes que havien abandonat L'Express van contribuir a fundar la publicació.

## Publicacions relacionades
L'Obs també publica ParisObs, un suplement d'informació general, també setmanal, centrat a París i la regió Île-de-France.
El suplement TéléCinéObs compta amb articles de l'àmbit de la televisió i el cinema.
Finalment, Challenges és una revista internacional de negocis publicada de forma quinzenal per Le Nouvel Observateur des de 1982. Inclou informació sobre empreses de tot el món i els seus alts càrrecs a nivell de director general.